# エドゥアルド・ラミレス
エドゥアルド・アントニオ・ソルーザ・ラミレス（Eduardo Antonio Solorza Ramirez、1993年1月17日 - ）は、メキシコの男性プロボクサー。シナロア州ロスモチス出身。元WBA世界フェザー級暫定王者。

## 来歴
2017年7月10日、サンプソン・リューコイツ率いるサンプソン・ボクシングと契約した。
2017年9月26日、ラスベガスのキャネリー・ホテル・アンド　カジノでレドゥアン・バルセレミーと対戦し、10回1-1(95-95、93-97、96-94)の3者3様の引き分けに終わった。
2017年12月9日、ロンドンのカッパー・ボックスでIBF世界フェザー級王者リー・セルビーと対戦する予定だったが前日計量でラミレスがフェザー級の規定体重である126ポンドを2.5ポンド体重超過の128.5ポンドを計測し失格となったためセルビーが勝てば王座防衛となるがラミレスが勝っても王座交代とはならない条件で試合は行われ、セルビーに12回0-3（110-118、109-119、112-116）の判定負けを喫した。
2019年3月2日、ニューヨークのバークレイズ・センターでWBA世界フェザー級1位のブライアン・デ・グラシアとWBA世界フェザー級ゴールド王座決定戦を行い、9回2分10秒TKO勝ちを収め王座を獲得した。
2019年6月29日、ヒューストンのNRG・アリーナで元WBA世界フェザー級暫定王者のクラウディオ・マレロと対戦し、12回0-3（112-116、113-115、110-118）の判定負けを喫しゴールド王座の初防衛に失敗、王座から陥落した。
2019年11月23日、MGMグランド・ガーデン・アリーナでのデオンテイ・ワイルダー 対 ルイス・オルティス第2戦の前座でレドゥアン・バルセレミーと2年前の引き分けになって以来となる再戦を行い、4回2分59秒TKO勝ちを収めた。なお当初はルイス・ネリ対エマヌエル・ロドリゲスがペイ・パー・ビューのオープニングマッチとして行われる予定だったが前日計量でネリが規定体重の118ポンドを1ポンド超える119ポンドを計測。ネリは1時間後の再計量に向けた減量を拒否し、ロドリゲスに違約金を払って試合を行おうと交渉するもロドリゲス陣営が拒否した為試合中止になり、Fox Sports 2の放送でメインを張る予定だったラミレスとバルセレミーとのリマッチがペイ・パー・ビューのオープニングマッチとして起用された。
2020年12月5日、アーリントンのAT&TスタジアムでWBA世界フェザー級8位ミゲル・フローレスとWBA世界フェザー級挑戦者決定戦及びWBCアメリカ大陸フェザー級王座決定戦を行い、5回20秒TKO勝ちを収め徐燦への挑戦権と王座を獲得した。
2021年5月1日、カーソンのディグニティ・ヘルス・スポーツ・パークでWBA世界フェザー級8位のイサック・アヴェラルとWBA世界フェザー級暫定王座決定戦を行い、3回1分6秒KO勝ちを収め王座を獲得した。この試合でラミレスは4万ドル（約430万円）、アヴェラルは1万ドル（約110万円）のファイトマネーを稼いだ。
2021年8月2日、ラミレスが暫定王座を返上することをWBAに通知した。

## 獲得タイトル
- WBA世界フェザー級ゴールド王座
- WBCアメリカ大陸フェザー級王座
- WBA世界フェザー級暫定王座（防衛0=返上）